# Chipre en los Juegos Europeos
Chipre en los Juegos Europeos está representado por el Comité Olímpico Chipriota, miembro de los Comités Olímpicos Europeos. Ha obtenido en total siete medallas, cinco de plata y dos de bronce.

## Medalleros

### Por edición
| Evento        | Oro | Plata | Bronce | Total |
| ------------- | --- | ----- | ------ | ----- |
| Bakú 2015     | 0   | 1     | 0      | 1     |
| Minsk 2019    | 0   | 1     | 0      | 1     |
| Cracovia 2023 | 0   | 3     | 2      | 5     |
| TOTAL         | 0   | 5     | 2      | 7     |

### Por deporte
| Evento    | Oro | Plata | Bronce | Total |
| --------- | --- | ----- | ------ | ----- |
| Atletismo | 0   | 2     | 0      | 2     |
| Gimnasia  | 0   | 1     | 0      | 1     |
| Karate    | 0   | 0     | 1      | 1     |
| Taekwondo | 0   | 0     | 1      | 1     |
| Tiro      | 0   | 2     | 0      | 2     |
| TOTAL     | 0   | 5     | 2      | 7     |